# 伊丽莎白·斯特赖德
伊莉莎白·斯特赖德（英語：Elizabeth Stride，1843年11月27日—1888年9月30日），閨名伊莉莎白·古斯塔斯多特，綽號"長麗茲"。瑞典妓女，為英国著名連環殺手開膛手傑克五位受害者之第三位。出生於1814–1905年之間存在的瑞典與挪威的共主聯邦瑞典-挪威联盟首都斯德哥尔摩。
1888年9月30日凌晨一點，一名馬車伕於其住家附近發現屍體。遭受開膛手傑克殺害的妓女幾乎均遭到割喉、切腹、挖内脏、把面部搗爛。不過其僅遭受到割喉，最後則為因為總頸動脈出血而過世。這一天為星期日。由於其並無遭受到開膛剖肚，因此警方初步判斷其並非被開膛手傑克所殺害。
不過，正當警察的搜查告一段落，準備打道回府之時，突然於不遠處，巡警發現了另外一具女性屍體。
這一名女性叫做凯瑟琳·埃多斯（Catherine Eddowes），其為一名 46 歲的妓女，其死狀相當悽慘，腹部被剖開，而左邊腎臟與子宮亦被切掉，並且已不在現場，應該是被傑克帶走了。更令人毛骨悚然的為，其耳朵被割掉，與三天之前傑克預告的如出一轍。警方這一個時候才判定，同一天的兩起命案均為傑克下的手，只是因為急著尋找下一個受害者而無破壞上一具屍體。
開膛手傑克殺害的五位妓女分別為：(按照遭受到殺害順序排列)
- 瑪麗·安·尼古拉斯(1845.8.26－1888.8.31)
閨名瑪莉·安·沃克，綽號"波莉"。星期五遭受到殺害。為英国著名連環殺手開膛手傑克五位受害者之首位。享年43歲。
- 安妮·查普曼(1841.9－1888.9.8)
閨名愛莉莎·安·史密斯，綽號"黑安妮"。星期六遭受到殺害。為英国著名連環殺手開膛手傑克五位受害者之次位。享年46／47歲。
- 伊莉莎白·斯特赖德(1843.11.27－1888.9.30)
閨名伊莉莎白·古斯塔斯多特，綽號"長麗茲"。星期日遭受到殺害。與凯瑟琳·埃多斯同一天遭殺。為英国著名連環殺手開膛手傑克五位受害者之第三位。享年44歲。
- 凯瑟琳·埃多斯(1842.4.14－1888.9.30)
曾化名"凱特·康微"和"瑪莉·安·凱莉"，均出自於以普通法婚姻結為連理的丈夫湯瑪斯·康微和約翰·凱利。星期日遭受到殺害。與伊莉莎白·斯特赖德同一天遭殺。為英国著名連環殺手開膛手傑克五位受害者之第四位。享年46歲。
- 玛丽·简·凯利(約1863－1888.11.9)
到巴黎旅行之後自稱"瑪莉·珍娜特·凱莉"，綽號"姜"。據稱出生於愛爾蘭芒斯特省利默里克／利默里克郡，星期五遭受到殺害。為英国著名連環殺手開膛手傑克五位受害者之么位，亦為最年輕的一位。享年大約25歲。